# دانشگاه سلام
دانشگاه سلام دانشگاهی خصوصی در کابل، افغانستان است. این دانشگاه در سال ۲۰۰۹ توسط وزارت تحصیلات عالی به عنوان یک مؤسسه خصوصی آموزش عالی معتبر شناخته شد. دانشگاه سلام در حال حاضر پنج برنامه در مقطع کارشناسی و یک مدرک کارشناسی ارشد در شریعت و حقوق ارائه می‌دهد.

## تاریخچه
دانشگاه سلام در سال ۲۰۰۹ توسط جمعی از استادان دانشگاه‌های ملی و بین‌المللی تأسیس شده است. این دانشگاه در سال ۲۰۰۹ توسط وزارت تحصیلات عالی به عنوان یک مؤسسه آموزش عالی مجوز دریافت کرده است. در سال ۲۰۱۳ به دانشگاه تبدیل شد.
دانشگاه سلام در کلاس‌های مجزا به دانشجویان دختر و پسر آموزش می‌دهد.

## برنامه‌ها
برنامه‌های کارشناسی مدیریت بازرگانی و کارشناسی علوم کامپیوتر دانشگاه سلام به زبان انگلیسی تدریس می‌شود در حالی که سایر دانشکده‌ها به زبان‌های رسمی محلی تدریس می‌شوند. دانشگاه از قوانین و رهنمودهای وزارت تحصیلات عالی افغانستان برای اجرای سیستم اعتباری پیروی می‌کند. سال تحصیلی ترکیبی از دو ترم معمولی است، ترم بهاره که از مارس شروع می‌شود و ترم پاییز که از سپتامبر هر سال شروع می‌شود.

## اعتبار
دانشگاه سلام یکی از دانشگاه‌های معتبر افغانستان و این دانشگاه نیز اعتبار آکادمیک ملی را از وزارت تحصیلات عالی کسب نموده است.